# Wagin

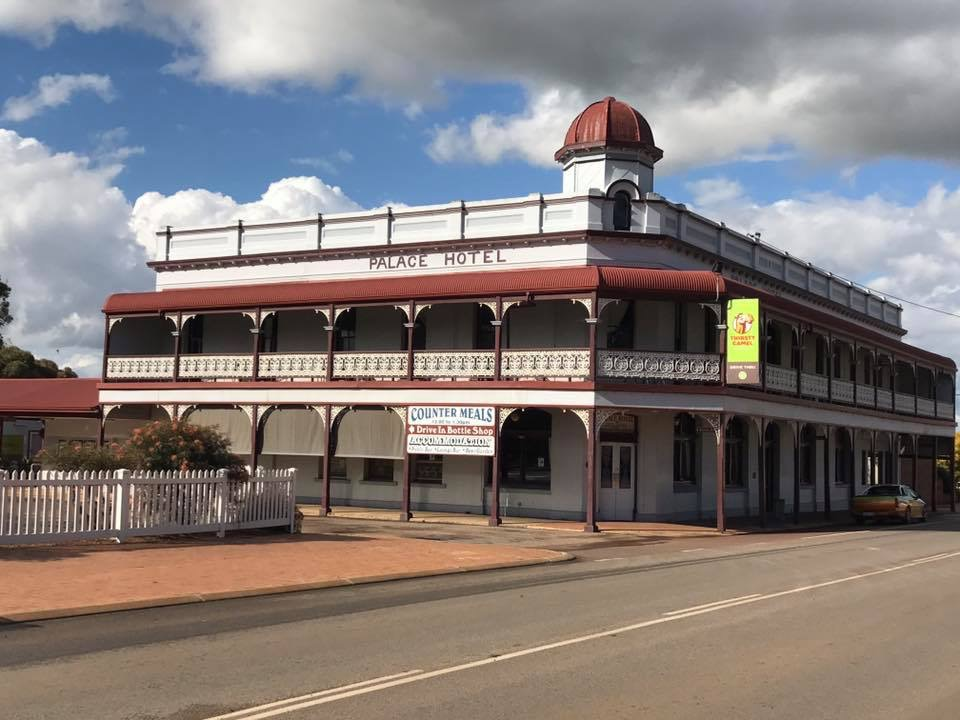
Hotel Palace em Wagin

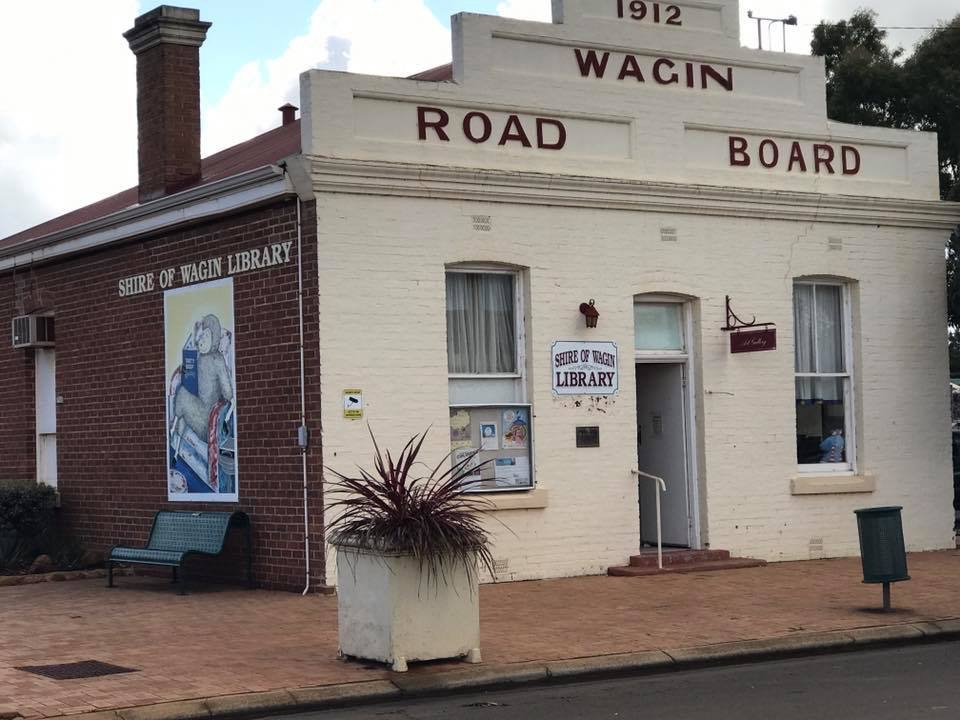
Biblioteca de Wagin, 2017

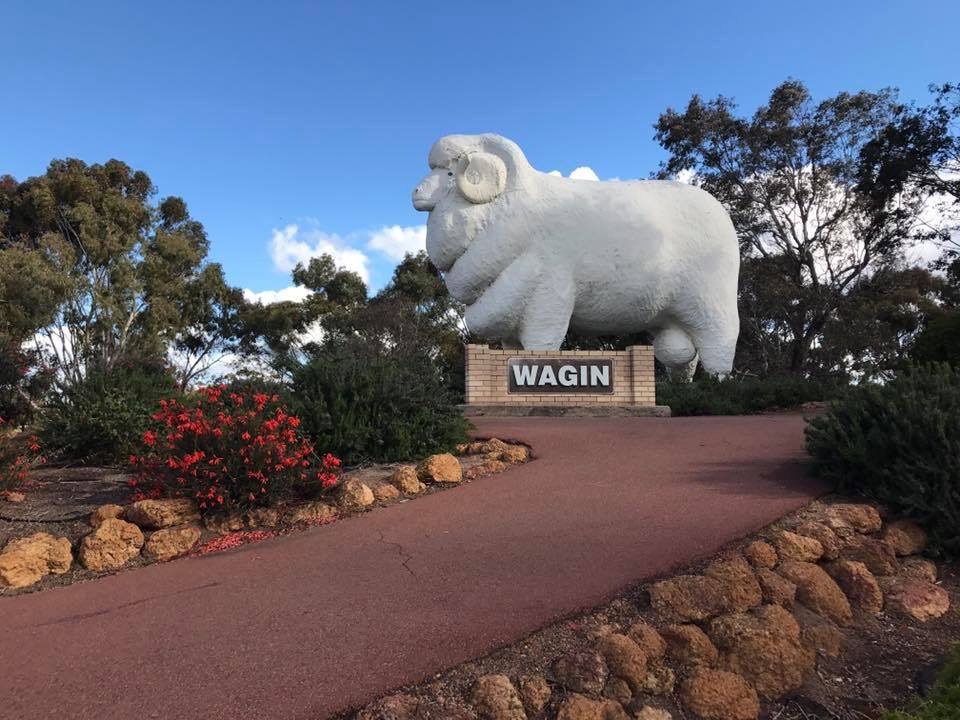
Escultura do Grande Carneiro

Wagin é uma cidade e município na região de Wheatbelt [en], no estado da Austrália Ocidental, localizada a cerca de 225 km a sudeste de Perth, na rodovia Great Southern Highway [en], entre Narrogin [en] e Katanning [en]. Também está situada na Rota Estadual 107 [en]. As principais indústrias da região são o cultivo de trigo e a criação de ovinos.

## História
O nome da cidade deriva do Lago Wagin [en], um lago salgado geralmente seco, localizado ao sul da cidade. O nome do lago tem origem na língua Noongar e foi registrado pela primeira vez por um topógrafo entre 1869 e 1872. Significa "lugar dos emus" ou "local das pegadas de quando o emu se sentou".
O primeiro explorador europeu a passar pela área foi John Septimus Roe [en], Inspetor-Geral da Austrália Ocidental, em 1835, a caminho de Albany partindo de Perth. Entre 1835 e 1889, alguns colonos conseguiram uma subsistência básica cortando sândalo e cuidando de pequenos rebanhos de ovelhas. A partir do final da década de 1870, terras foram concedidas a pecuaristas na região de Wagin.
A cidade surgiu após a construção da Ferrovia Great Southern [en], concluída em 1889, sendo originalmente chamada de Lago Wagin.
O primeiro prédio dos correios e do telégrafo, projetado por George Temple-Poole [en], foi concluído em 1893. Em 1912, foi substituído pelo atual, projetado por Hillson Beasley [en] e construído por £2.596; o prédio antigo foi convertido em residências.
O Salão Agrícola local foi construído em 1896 e inaugurado em 1 de dezembro do mesmo ano. Em 1898, Wagin foi oficialmente declarada cidade, com a palavra Lago removida do nome. Uma conexão ferroviária adicional com a linha de Collie [en] a Narrogin [en] em Bowelling [en], a Linha ferroviária Wagin a Bowelling [en], foi estabelecida em 10 de dezembro de 1918.
No início de 1898, a população da cidade era de 175 habitantes: 125 homens e 50 mulheres.
A Igreja Anglicana de São Jorge, um edifício de pedra no estilo gótico da federação [en] com uma torre, foi construída em 1900 em terreno doado por Frederick Piesse [en].
O Hotel Palace foi construído em 1905. O edifício de dois andares, no estilo filigrana da federação [en], com amplas varandas, está localizado na rua Trudhoe. O proprietário original era Paddy B. Durack, que também possuía uma grande propriedade a leste de Wagin, chamada Behn Ord. Extensões significativas foram adicionadas ao prédio em 1911.
O prédio do Conselho Rodoviário de Wagin foi construído em 1912 por £400. O edifício abrigou a biblioteca da cidade por muitos anos antes de sua transferência para a antiga Câmara Municipal em 2023.
O planejamento para a construção da atual Câmara Municipal começou em 1928, com a abertura de licitações. O custo estimado era de £6.000. A pedra fundamental foi colocada em maio do mesmo ano por  [en]. O prédio, que inclui um salão principal com capacidade para 600 pessoas, um salão menor para 250, biblioteca, câmaras do conselho, palco, cozinha e camarins, foi concluído no início de 1929 por £6.500.
Em 1934, a cidade sofreu uma grande inundação após receber 137 mm de chuva em pouco tempo, a maior precipitação em 20 anos. A água, com mais de 30,5 cm de profundidade, inundou a Câmara Municipal, estabelecimentos comerciais e residências ao longo da rua Tudor. Os pátios ferroviários foram alagados, e a represa ferroviária cedeu sob a pressão da água.
O Grande Carneiro, uma atração turística, foi erguido no Parque Wetlands em 1985. A escultura, feita de fibra de vidro sobre uma estrutura de aço pelo escultor Andrew Hickson, tem 9 m de altura, 13 m de comprimento e 6 m de largura, pesando 4 t. Milhares de turistas visitam o parque anualmente para ver a escultura. É a segunda maior escultura do tipo no Hemisfério Sul.
Wagin foi a cidade principal mais próxima do enxame de terremotos [en] de Arthur River [en] registrado em janeiro de 2022. O pico do enxame ocorreu em 25 de janeiro de 2022 com um terremoto de magnitude 4,7/4,8, causando danos leves, como rachaduras em paredes, em propriedades da área.

## Atualidade
Wagin é uma das maiores cidades do sul de Wheatbelt e sedia anualmente o Wagin Woolorama, uma das maiores feiras agrícolas [en] da Austrália Ocidental. Realizado em março, o evento atrai regularmente mais de 30.000 visitantes.

## Residentes notáveis
Dois grupos de três irmãos famosos jogaram futebol de liga após deixarem Wagin: Murray, Harry e Phil Riseborough; e Peter [en], Phil [en] e Wally Matera [en].

## Clima
| Dados climáticos para Wagin, Western Australia (1970–2024) | Dados climáticos para Wagin, Western Australia (1970–2024) | Dados climáticos para Wagin, Western Australia (1970–2024) | Dados climáticos para Wagin, Western Australia (1970–2024) | Dados climáticos para Wagin, Western Australia (1970–2024) | Dados climáticos para Wagin, Western Australia (1970–2024) | Dados climáticos para Wagin, Western Australia (1970–2024) | Dados climáticos para Wagin, Western Australia (1970–2024) | Dados climáticos para Wagin, Western Australia (1970–2024) | Dados climáticos para Wagin, Western Australia (1970–2024) | Dados climáticos para Wagin, Western Australia (1970–2024) | Dados climáticos para Wagin, Western Australia (1970–2024) | Dados climáticos para Wagin, Western Australia (1970–2024) | Dados climáticos para Wagin, Western Australia (1970–2024) |
| Mês                                                        | Jan                                                        | Fev                                                        | Mar                                                        | Abr                                                        | Mai                                                        | Jun                                                        | Jul                                                        | Ago                                                        | Set                                                        | Out                                                        | Nov                                                        | Dez                                                        | Ano                                                        |
| ---------------------------------------------------------- | ---------------------------------------------------------- | ---------------------------------------------------------- | ---------------------------------------------------------- | ---------------------------------------------------------- | ---------------------------------------------------------- | ---------------------------------------------------------- | ---------------------------------------------------------- | ---------------------------------------------------------- | ---------------------------------------------------------- | ---------------------------------------------------------- | ---------------------------------------------------------- | ---------------------------------------------------------- | ---------------------------------------------------------- |
| Recorde alta °C (°F)                                       | 44.0 (111.2)                                               | 43.4 (110.1)                                               | 40.5 (104.9)                                               | 37.1 (98.8)                                                | 33.2 (91.8)                                                | 24.2 (75.6)                                                | 22.7 (72.9)                                                | 26.2 (79.2)                                                | 31.8 (89.2)                                                | 37.0 (98.6)                                                | 40.9 (105.6)                                               | 43.7 (110.7)                                               | 44 (111.2)                                                 |
| Média alta °C (°F)                                         | 31.2 (88.2)                                                | 30.5 (86.9)                                                | 27.7 (81.9)                                                | 23.7 (74.7)                                                | 19.5 (67.1)                                                | 16.4 (61.5)                                                | 15.4 (59.7)                                                | 16.1 (61)                                                  | 18.4 (65.1)                                                | 22.1 (71.8)                                                | 25.9 (78.6)                                                | 29.4 (84.9)                                                | 23.03 (73.45)                                              |
| Média baixa °C (°F)                                        | 14.6 (58.3)                                                | 14.9 (58.8)                                                | 13.5 (56.3)                                                | 10.8 (51.4)                                                | 8.0 (46.4)                                                 | 6.3 (43.3)                                                 | 5.7 (42.3)                                                 | 5.7 (42.3)                                                 | 6.3 (43.3)                                                 | 7.9 (46.2)                                                 | 10.8 (51.4)                                                | 13.0 (55.4)                                                | 9.79 (49.62)                                               |
| Recorde baixa °C (°F)                                      | 4.2 (39.6)                                                 | 4.6 (40.3)                                                 | 2.4 (36.3)                                                 | 0.1 (32.2)                                                 | −0.7 (30.7)                                                | −2.2 (28)                                                  | −3.0 (26.6)                                                | −1.3 (29.7)                                                | −1.5 (29.3)                                                | −0.5 (31.1)                                                | 0.0 (32)                                                   | 2.4 (36.3)                                                 | −3 (26.6)                                                  |
| Média precipitação mm (pol.)                               | 12.5 (0.492)                                               | 16.1 (0.634)                                               | 20.6 (0.811)                                               | 28.2 (1.11)                                                | 53.4 (2.102)                                               | 70.4 (2.772)                                               | 70.0 (2.756)                                               | 56.8 (2.236)                                               | 40.9 (1.61)                                                | 29.0 (1.142)                                               | 18.0 (0.709)                                               | 13.0 (0.512)                                               | 428.6 (16.874)                                             |
| Média de dias chuvosos                                     | 1.5                                                        | 1.6                                                        | 2.3                                                        | 3.6                                                        | 6.6                                                        | 8.8                                                        | 9.5                                                        | 8.5                                                        | 6.7                                                        | 4.8                                                        | 2.9                                                        | 1.6                                                        | 58.4                                                       |
| Fonte: Australian Bureau of Meteorology                    |                                                            |                                                            |                                                            |                                                            |                                                            |                                                            |                                                            |                                                            |                                                            |                                                            |                                                            |                                                            |                                                            |